# Торца (Ла Специја)
Торца је насеље у Италији у округу Ла Специја, региону Лигурија.
Према процени из 2011. у насељу је живело 93 становника. Насеље се налази на надморској висини од 384 м.